# AK Bell Library

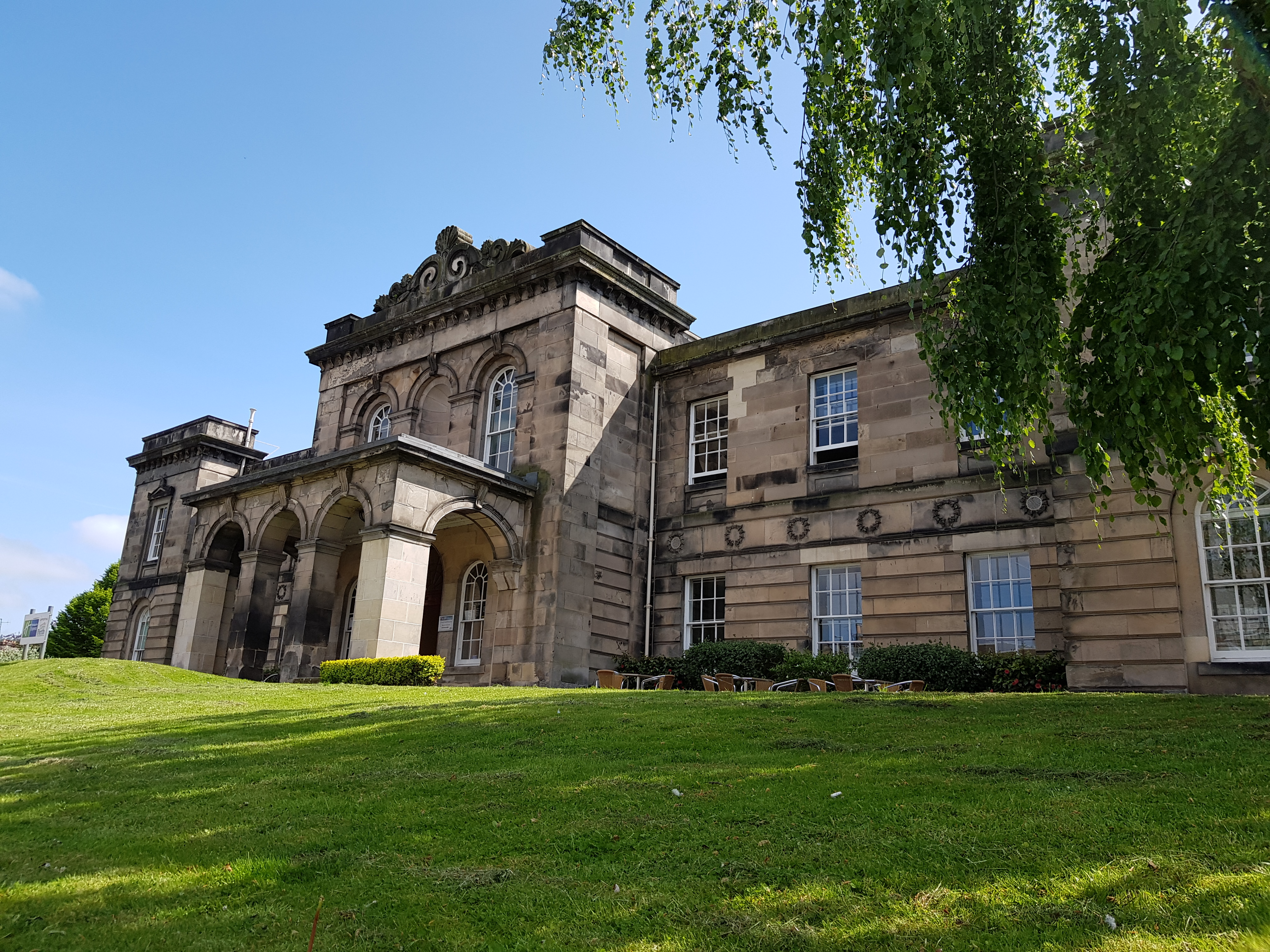
AK Bell Library

Die AK Bell Library ist eine öffentliche Bibliothek in der schottischen Stadt Perth in der Council Area Perth and Kinross. 1965 wurde das Bauwerk in die schottischen Denkmallisten in der höchsten Denkmalkategorie A aufgenommen.

## Geschichte
Das Gebäude wurde zwischen 1834 und 1838 als Perth Infirmary erbaut. Für den Entwurf zeichnet der schottische Architekt William Mackenzie verantwortlich. Nachdem 1914 ein neues Krankenhaus in Perth eröffnet worden war, wurde die Perth Infirmary geschlossen, diente jedoch ab 1915 als Militärlazarett für Verwundete des Ersten Weltkriegs. Die Bildungsbehörde von Perthshire übernahm 1920 das Gebäude. Ab 1930 nutzten die Distrikte Perthshire und Kinross-shire das ehemalige Krankenhaus als Hauptverwaltungssitz. Nach dem Umzug der Verwaltung im Jahre 1985 wurde das Gebäude 1994 erweitert und dort die AK Bell Library eröffnet. Sie ist benannt nach dem Whiskyindustriellen Arthur Kinmond Bell (1868–1942), dessen gemeinnützige Stiftung die Bibliothek betreibt.

## Beschreibung
Die Bibliothek steht an der Straße York Place am Westrand des Stadtzentrums von Perth. Das zweistöckige Gebäude ist klassizistisch ausgestaltet. Die nordexponierte Hauptfassade ist elf Achsen weit. Am Mittelrisalit tritt eine drei Achsen weite Porte-chochère aus der Fassade heraus. Wie auch sämtliche Fenster am Mittelrisalit ist sie mit rundbogigen Öffnungen mit Schlusssteinen ausgeführt. Im Erdgeschoss ist das Mauerwerk rustiziert. Darüber gliedert ein Zierband mit Kranzmotiven die Fassade horizontal. Das abschließende Kranzgesims ist mit Zahnschnitt ausgeführt. Entlang der Fassaden sind vornehmlich zwölfteilige Sprossenfenster verbaut. Das Dach ist mit grauem Schiefer eingedeckt.